# M'Hamid El Ghizlane
M Hamid El Ghizlane (franska: M Hamid El Ghizlane (CR), M Hamid El Ghizlane (Commune Rurale), arabiska: كتاوة) är en kommun i Marocko.   Den ligger i provinsen Zagora och regionen Drâa-Tafilalet, i den östra delen av landet, 500 km söder om huvudstaden Rabat. Antalet invånare är 7 764.